# Carolina Barret
Carolina Barret (Veracruz, 21 de octubre de 1916-México, 13 de octubre de 2010) fue una actriz mexicana de la Época de Oro del cine mexicano, representada como personaje de reparto con una amplia trayectoria y designada como miembro honorario de la Academia Mexicana de Artes y Ciencias Cinematográficas.
Además de dedicar su vida al cine mexicano, participó en varias producciones estadounidenses. En sus últimos años realizó algunas telenovelas.

## Filmografía seleccionada
- ¡Así es mi tierra! (1937)
- Los apuros de Narciso (1940)
- El gendarme desconocido (1941)
- La razón de la culpa (1942)
- María Eugenia (1943)
- ¡Qué lindo es Michoacán! (1943)
- Bodas trágicas (1946)
- Cinco rostros de mujer (1947)
- ¡A volar joven! (1947)
- Flor de caña (1948)
- Opio (1949)
- Cuarto de hotel (1953)
- Tívoli (1974)
- Calzonzin Inspector (1974)
- 41, el hombre perfecto (1982)

## Reconocimientos

### Premios Ariel
| Año  | Categoría            | Película            | Resultado |
| ---- | -------------------- | ------------------- | --------- |
| 1947 | Actriz de cuadro     | Canaima             | Ganadora  |
| 1956 | Actriz de cuadro     | Espaldas mojadas    | Ganadora  |
| 1974 | Coactuación femenina | Calzonzín inspector | Nominada  |

Fuente: